# Абаететуба
Абаететуба (порт. Abaetetuba) — муніципалітет в Бразилії, входить до штату Пара. Складова частина мезорегіону Північний схід штату Пара. Входить в економіко-статистичний мікрорегіон Камет. Населення становить 133 316 осіб на 2006 рік. Займає площу 1 610,743 км². Щільність населення — 82,8 чол./км².

## Історія
Місто засноване у 1724 році. Пізніше на території муніципалітету функціонували монастир капуцинів і єзуїтська парафія.

## Економіка
Виробництво рому.

## Статистика
- Валовий внутрішній продукт на 2005 становить 277.493.000,00 реалів (дані: Бразильський інститут географії та статистики).
- Валовий внутрішній продукт на душу населення на 2005 становить 2.116,00 реалів (дані: Бразильський інститут географії та статистики).
- Індекс розвитку людського потенціалу на 2000 становить 0,706 (дані: Програма розвитку ООН).

## Географія
Клімат місцевості: тропічний.